# Pelophylax
Genre
Synonymes
- Baliopygus Schulze, 1891

Pelophylax est un genre d'amphibiens de la famille des Ranidae. Ce genre a été créé pour rassembler les grenouilles vertes d'Europe.

## Étymologie
Le terme Pelo.phylax est composé des deux noms grecs pelos « boue » et phulax « sentinelle ».

## Histoire
Le genre Pelophylax a été créé en 1843 par le zoologiste autrichien Leopold Fitzinger pour rassembler les grenouilles vertes d'Europe qu'il tenait à distinguer des grenouilles brunes du genre Rana créé par Linné. Mais la plupart des auteurs des XIXe et XXe siècles ne suivirent pas Fitzinger: Ils ont classé les grenouilles vertes avec les grenouilles brunes dans le genre Rana.
Au début du XXe siècle, le terme de "grenouille verte" désignait l'unique espèce reconnue par Linné en 1758, à savoir Rana esculenta, la grenouille comestible. Cette grenouille avec ses "variétés" était considérée comme répandue dans toute l'Europe. On reconnut ensuite comme espèce valide, une grenouille verte de grande taille, la Grenouille rieuse (Rana ridibunda) puis une grenouille de petite taille, la Grenouille de Lessona (Rana lessonae).
Il fallut attendre la deuxième moitié du XXe siècle, pour que les travaux d'un chercheur polonais, Leszek Berger (1966, 1973), commencent à éclaircir la compréhension de la grande variété des grenouilles vertes d'Europe. Les croisements qu'il fit entre la forme de grande taille R. ridibunda Pallas (1771) et la forme de petite taille R. lessonae Camerano (1882) lui a fait considérer Rana esculenta comme leur hybride apparu au nord de l'Europe il y a 10 000 ans. Pour de nombreux caractères, R. esculenta apparaît comme intermédiaire entre les deux autres formes.
En 1992, Dubois rassemble les grenouilles vertes du Paléarctique dans le sous-genre Pelophylax (du genre Rana).
Ce n'est qu'avec l'arrivée d'outils moléculaires plus sophistiqués dans les années 2000 que l'affiliation taxonomique des individus a été rendue plus facile. Dans leur révision phylogénétique des amphibiens du monde, Frost et al. en 2006 ont montré que le genre Rana est composé de nombreuses lignées divergentes qui méritent un statut générique. L'espèce-type du genre Rana Linné 1758, étant Rana temporaria, le groupe des vraies grenouilles brunes européennes restent dans le genre Rana et les grenouilles vertes sont placées dans le genre Pelophylax.

## Espèces et complexes d'hybridations

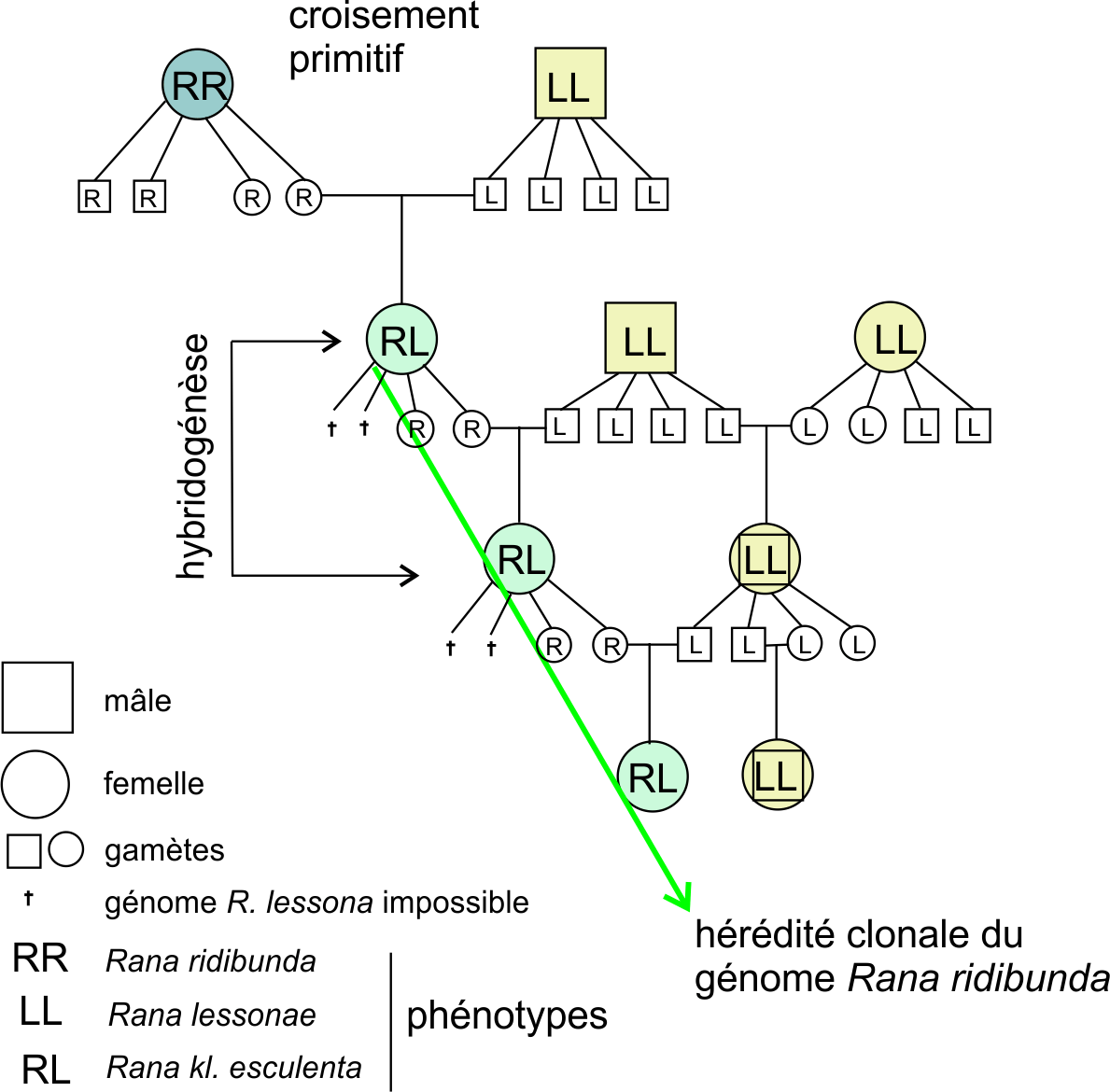
Fig. 1 Le système L-E d'hybridogénèse. Le maintien de génération en génération du statut hybride de Pelophylax kl. esculentus se fait en raison de croisements en retour continuel avec Pelophylax lessonae, dans une contrée où Pelophylax ridibundus est absente (Autriche), d'après Tunner (1974).

Si, comme Leszek Berger, on croise une P. lessonae (génotype LL) avec une P. ridibundus (génotype RR) on obtient un hybride (RL) qui n'obéit pas aux lois de la génétique de Mendel. En effet, on observe qu'une femelle hybride RL croisée avec un mâle lessonae LL, possède une descendance qui est essentiellement formée d'hybrides RL alors que la loi de Mendel prédit qu'une moitié doit être de type lessonae LL et l'autre moitié de type RL hybride (fig. 1). Dubois et Günther appelèrent kleptons (du grec Κλεπτω "voler, dérober"), ces hybrides interspécifiques qui peuvent se reproduire avec leurs espèces parentales pour redonner des hybrides. Ainsi le statut de klepton de la grenouille comestible est notifié dans la nomenclature binomiale par kl., dans l'appellation Rana kl. esculenta ou maintenant après la révision de Frost et al de 2006 Pelophylax kl. esculentus.
Ces résultats non mendéliens étaient tellement inattendus que Berger attendit plusieurs années pour les publier. La grande confiance qu'il avait dans ses observations lui permit d'insister suffisamment auprès des rédactions de journaux pour finalement l'emporter sur l'orthodoxie génétique de son époque.
Les individus hybrides sont viables, fertiles (par rétrocroisements), sont des deux sexes et possèdent une certaine vigueur hybride mais la reproduction des kleptons entre eux n'est généralement pas viable, les descendants RR ne sont généralement pas viables car ils sont homozygotes pour les mutations délétères récessives. Les mâles RL (XY) sont en général peu fertiles, les croisements se perpétuent principalement par les femelles (RL). Les croisements donnent :
| RL x LL → RL RL x RR → RR RL x RL → RR∗(non viables) |

La différence avec un hybride mendélien se situe au moment de la reproduction : il se produit une élimination systématique du génome d'un de ses parents et la seule transmission du génome de l'autre parent, en général le génome ridibundus. Sur la figure 1, on voit que les gamètes L (marqués par une croix) de l'hybride RL sont désavantagés par rapport aux gamètes R. La perpétuation de la lignée hybride se fait par rétrocroisement avec l'espèce parentale dont le génome L a été éliminé afin de le réintroduire lors de la gamétogenèse.
Il s'agit d'une hérédité hémiclonale puisque pour ces individus, le génome d'une espèce parentale est exclu de leurs cellules germinales et qu'ils produisent des gamètes haploïdes, avec un génome de l'autre espèce parentale qui est fonctionnel, intact et non recombiné.
La fécondation n'est pas suivie d'une recombinaison entre les génomes parentaux parce que le génome paternel est exclu de la lignée germinale avant la méiose alors que le génome maternel est transmis clonalement. Le soma de l'hybride est donc composé du génome paternel sexuel et du génome maternel clonal mais la lignée germinale ne contient que ce dernier. Le caractère hybride ne peut se maintenir que par une restauration à chaque génération par rétrocroisement avec l'espèce paternelle.
Le système P. lessonae - P. kl. esculentus (L-E) est le complexe d'hybridation le plus répandu dans l'Europe de l'Ouest. C'est celui illustré figure 1 et résumé par :
| P. ridibundus x P. lessonae → P. kl. esculentus x P. lessonae → P. kl. esculentus |

Le klepton vit en sympatrie avec la seconde espèce parentale ou avec les deux. Le génome de P. lessonae est exclu des cellules germinales au cours de la production des gamètes. P. ridibundus d'abord confiné en Europe orientale, a envahi l'Europe occidentale par l'intermédiaire de son génome "parasitant" le génome de lessonae dans la forme de l'hybride.
Des populations hybrides pures peuvent se développer indépendamment des espèces parentales en prenant des formes triploïdes (LLR, LRR). Plusieurs cas de populations de grenouilles vertes triploïdes ont été observés dans l'ouest de la France même si la démographie s'effondre rapidement après quelques années s'il n'y a pas d'apport génétique extérieur.
Le système P. ridibundus - P. kl. esculentus (R-E) est un complexe d'hybridation qui s'est développé dans des zones géographiques limitées (Allemagne de l'Est, Pologne du nord-ouest). Il est formé de mâles diploïdes de P. esculentus (produisant des gamètes L ou R ou un mélange des deux) et de grenouilles rieuses P. ridibundus des deux sexes. La recombinaison des génomes L et R dans les hybrides se fait alors à une fréquence très basse (2-3 %).
Un autre complexe d'hybridation P. perezi se situe dans l'ouest et le sud de la France où le génome ridibundus a changé d'hôte en parasitant P. perezi.
| P. ridibundus x P. perezi → P. kl. grafi x P. perezi → P. kl. grafi |

## Origine des grenouilles vertes d'Europe

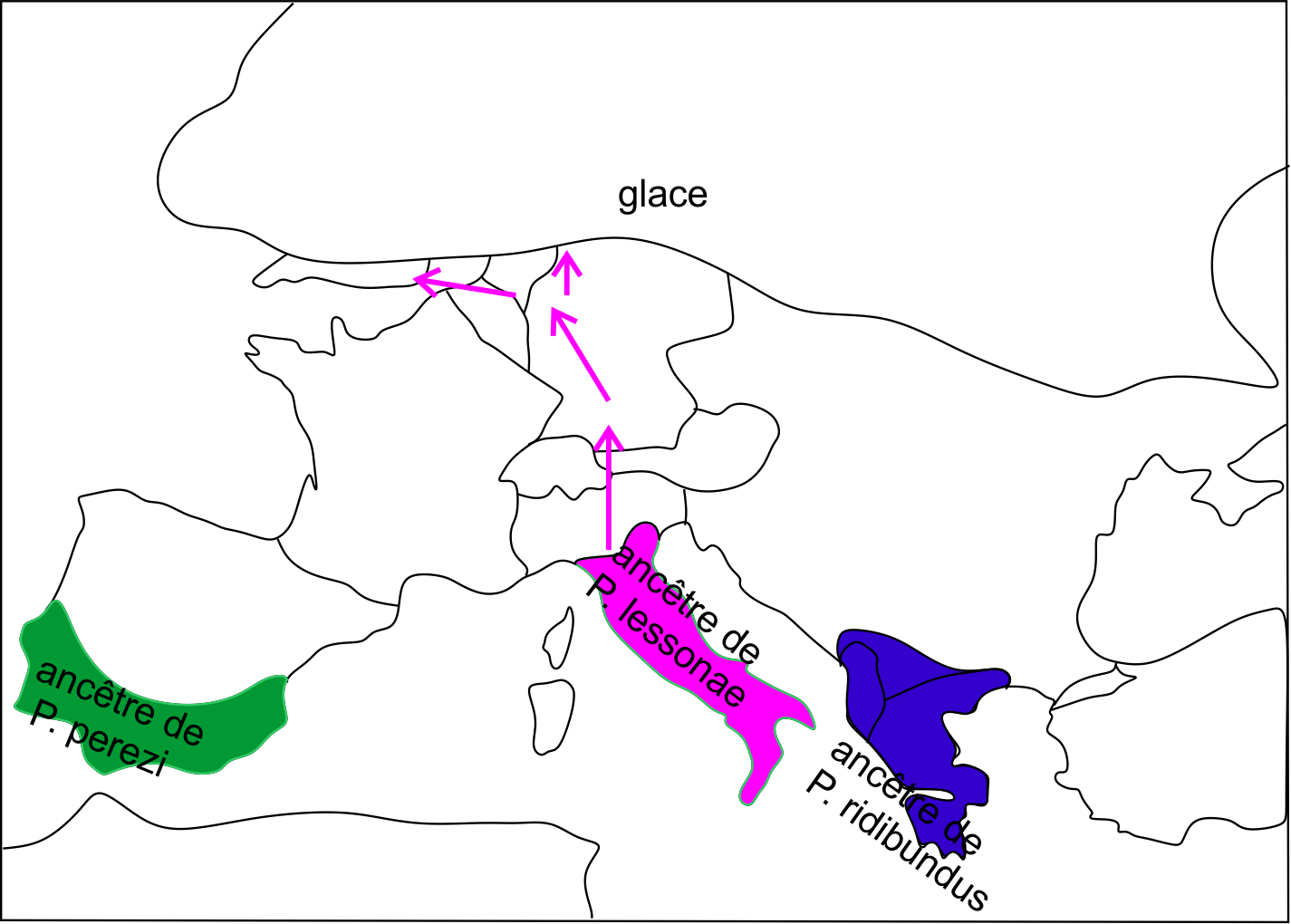
fig. 2 Répartition supposée des ancêtres des grenouilles vertes actuelles dans les trois zones refuges lors de la dernière glaciation, d'après Patrelle (2010) selon les analyses de Zeisset et al. 2001, Snell et al. 2005, Ohst 2008

La formation de nombreuses espèces a eu lieu durant les oscillations climatiques qui se sont déroulées ces derniers 2,4 millions années. Au cours des périodes glaciaires du Pliocène et Pléistocène, la faune et la flore européenne se sont réfugiées dans trois régions plus chaudes du sud de l'Europe.
Durant la dernière glaciation, le Würm (80 000 à 8000 BP), le groupe ancestral des grenouilles vertes s'est réfugié dans trois zones refuges méridionales. Ces groupes sont ensuite restés séparés de nombreuses années et ont pu ainsi évoluer vers trois espèces différentes :
- Pelophylax perezi dans la péninsule Ibérique
- Pelophylax lessonae en Italie,
- Pelophylax ridibundus dans la péninsule balkanique.

À la fin de la période glaciaire, ces trois espèces ont migré vers le nord de l'Europe et ont formé des zones d'hybridation en entrant en contact les unes avec les autres.

## Répartition
Les 21 espèces de ce genre se rencontrent dans en Afrique du Nord, en Europe et en Asie.
En Europe, il existe neuf espèces du genre Pelophylax et trois hybrides formant avec les espèces parentales un « complexe hybridogénétique ».
En France, le Comité scientifique de validation Muséum national d'histoire naturelle et Société Herpétologique de France a mis dans sa Liste taxinomique actualisée des amphibiens et reptiles de France sous le genre Pelophylax 3 espèces (P. lessonae, Camerano 1882, P. perezi Seoane 1885, P. ridibundus, Pallas 1771) et 2 complexes d'hybridation (Pelophylax kl. esculentus Linné, 1758, Pelophylax kl. grafi Crochet, Dubois, Ohler et Tunner, 1995).

## Liste des espèces
Selon Amphibian Species of the World (30 septembre 2014) :
- Pelophylax bedriagae (Camerano, 1882)
- Pelophylax caralitanus (Arikan, 1988)
- Pelophylax cerigensis (Beerli, Hotz, Tunner, Heppich & Uzzell, 1994) - Grenouille de Karpathos
- Pelophylax chosenicus (Okada, 1931)
- Pelophylax cretensis (Beerli, Hotz, Tunner, Heppich & Uzzell, 1994) - Grenouille de Crète
- Pelophylax cypriensis Plötner, Baier, Akin, Mazepa, Schreiber, Beerli, Litvinchuk, Bilgin, Borkin & Uzzell, 2012
- Pelophylax demarchii (Scortecci, 1929)
- Pelophylax epeiroticus (Schneider, Sofianidou & Kyriakopoulou-Sklavounou, 1984) - Grenouille épirote
- Pelophylax fukienensis (Pope, 1929)
- Pelophylax hubeiensis (Fei & Ye, 1982)
- Pelophylax kurtmuelleri (Gayda, 1940) - Grenouille verte des Balkans
- Pelophylax lessonae (Camerano, 1882) - Petite grenouille verte ou Grenouille de Lessona
- Pelophylax nigromaculatus (Hallowell, 1861)
- Pelophylax perezi (López-Seoane, 1885) - Grenouille de Pérez
- Pelophylax plancyi (Lataste, 1880)
- Pelophylax porosus (Cope, 1868)
- Pelophylax ridibundus (Pallas, 1771) - Grenouille rieuse
- Pelophylax saharicus (Boulenger, 1913)
- Pelophylax shqipericus (Hotz, Uzzell, Günther, Tunner & Heppich, 1987) - Grenouille d'Albanie
- Pelophylax tenggerensis (Zhao, Macey & Papenfuss, 1988)
- Pelophylax terentievi (Mezhzherin, 1992)
- Incertae Sedis :
  - Hyla gibbosa Lacépède, 1788
  - Hyla ranaeformis Laurenti, 1768

## Complexes d'hybridation
- Pelophylax kl. esculentus (Linnaeus, 1758) - Grenouille comestible, grenouille verte
- Pelophylax kl. grafi (Crochet, Dubois, Ohler & Tunner, 1995) - Grenouille verte de Graf

## Étymologie
Le nom de genre Pelophylax dérive du grec "pelos" πηλος «boue, argile» et phylax gardien.

## Publication originale
- Fitzinger, 1843 : Systema Reptilium, fasciculus primus, Amblyglossae. Braumüller et Seidel, Wien, p. 1-106. (texte intégral).